# Alfred Klausnitzer
Alfred Klausnitzer (4. července 1900 v Horním Litvínově – 30. prosince 1958 v Mnichově) byl český šermíř německého původu. Na Letních olympijských hrách v Berlíně v roce 1936 reprezentoval Československo v šermu (kord-družstvo).